# 서리나
서리나(1988년 9월 8일~)는 대한민국의 피트니스 모델, 배우다.

## 학력
- 해운대여자고등학교
- 부산외국어대학교 경영학 학사

## 기본 정보
- 신장 : 170cm
- 체중 : 49kg
- 취미 : 골프, 클라이밍, 수영
- 특기 : 요가, 영화

## 출연작

### 영화
- 2016년 《엄마 없는 하늘 아래》... 보건소 소장 역
- 2016년 《두 남자》... 롯데리아 늘씬녀 역
- 2018년 《딥》... 하나 역

### 방송
- 2016년 스카이TV 《인앤 아웃》
- 2017년 TvN 《코미디빅리그》
- 2018년 《가즈아 원정대》

### 뮤직비디오
- 2015년 박재범 - 몸매 (Feat. 어글리 덕)
- 2018년 슬리피 - 아이디 (Prod.by GRAY)
- 2018년 형돈이와 대준이 - 니가 듣고싶은 말

## 수상
- 2016년 제3회 ISMC 머슬바디코리아 인터내셔널 어워즈 여자부 1위
- 2016년 나바코리아 WFF 챔피언십 비키니 부문 3위